# Xylobium
Xylobium är ett släkte av orkidéer. Xylobium ingår i familjen orkidéer.

## Dottertaxa tillXylobium, i alfabetisk ordning[1]
- Xylobium aurantiacum
- Xylobium bractescens
- Xylobium buchtienianum
- Xylobium chapadense
- Xylobium coelia
- Xylobium colleyi
- Xylobium corrugatum
- Xylobium cylindrobulbon
- Xylobium dusenii
- Xylobium elatum
- Xylobium elongatum
- Xylobium flavescens
- Xylobium foveatum
- Xylobium hyacinthinum
- Xylobium hypocritum
- Xylobium leontoglossum
- Xylobium miliaceum
- Xylobium modestum
- Xylobium ornatum
- Xylobium pallidiflorum
- Xylobium serratum
- Xylobium squalens
- Xylobium stanhopeifolium
- Xylobium subintegrum
- Xylobium subpulchrum
- Xylobium sulfurinum
- Xylobium undulatum
- Xylobium varicosum
- Xylobium variegatum
- Xylobium zarumense